# Patricia Benavides
Liz Patricia Benavides Vargas (Huancavelica, 9 de fevereiro de 1969) é uma advogada, empresária e política peruana. Foi nomeada Procuradora-Geral do Peru em 20 de junho de 2022, em substituição a Pablo Sánchez Velarde, que assumiu o cargo interinamente. Posteriormente, em dezembro de 2023, foi suspensa do cargo pela Junta Nacional de Justiça devido a uma investigação judicial contra si. Atualmente, ela está suspensa de suas funções e foi substituída por Juan Carlos Villena Campana (Procurador-Geral Interino).